# Hessisches Zentrum für Künstliche Intelligenz

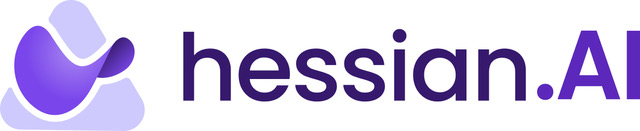
Logo hessian.AI

Das Hessische Zentrum für Künstliche Intelligenz (hessian.AI) verfolgt das Ziel, exzellente Grundlagenforschung mit konkretem Praxisbezug zu leisten und zudem den Transfer in Wirtschaft und Gesellschaft voranzutreiben. Das Zentrum, an dem 13 hessische Hochschulen beteiligt sind, bündelt die Expertise von 22 KI-Wissenschaftlern und baut diese durch 22 neue Professuren aus. Sprecher des Zentrums sind Mira Mezini und Kristian Kersting.

## Finanzierung
Der Aufbau von hessian.AI wird vom Land Hessen von 2022 bis Ende 2024 mit 38 Millionen Euro unterstützt und getragen vom Hessischen Ministerium für Wissenschaft und Kunst, dem Hessischen Ministerium für Wirtschaft, Energie, Verkehr und Wohnen sowie dem Hessischen Ministerium für Digitale Strategie und Innovation. Nach der Etablierung, die einhergeht mit der Schaffung von 20 zusätzlichen KI-Professuren, wird das Zentrum vom Land Hessen jährlich mit 12 Millionen Euro dauerhaft finanziert. Darüber hinaus soll das Zentrum gemäß dem aktuellen Koalitionsvertrag zwischen CDU und SPD für die Jahre 2024 bis 2029 stufenweise ausgebaut werden.

## Organisation
| hessian.AI             | hessian.AI |
| ---------------------- | --- |
| Forschungsprofil       | Vernünftige Künstliche Intelligenz |
| Sprecherschaft         | Mira Mezini Kristian Kersting |
| CEO                    | Wolfgang Heenes |
| CTO                    | Wolfgang Stille |
| Budget                 | 2020–2024: 38 Mio. EUR, danach: 12 Mio. EUR p. a. |
| Hauptsitz              | Darmstadt |
| Nebenstandort          | Frankfurt am Main |
| beteiligte Hochschulen | - Technische Universität Darmstadt - Johann Wolfgang Goethe-Universität Frankfurt am Main - Justus-Liebig-Universität Gießen - Philipps-Universität Marburg - Universität Kassel - Hochschule RheinMain - Technische Hochschule Mittelhessen - Hochschule Fulda - Hochschule Darmstadt - Frankfurt University of Applied Sciences - Hochschule Geisenheim - Hochschule für Gestaltung Offenbach - Frankfurt School of Finance & Management |

## Forschungsprofil
Der Exzellenzcluster 3057, Vernünftige Künstliche Intelligenz / Reasonable Artificial Intelligence, kurz RAI, trägt das Forschungsprofil des Zentrums. Es ist ein Forschungsverbund, der von 2026 bis 2032 im Rahmen der Exzellenzinitiative des Bundes und der Länder gefördert wird.

## Infrastruktur
hessian.AI verfügt über zwei GPU-beschleunigte KI-Hochleistungsrechner: fortytwo mit einer Rechenleistung von 7,94 PFlop/s und fortythree mit einer Rechenleistung von 11,27 PFlop/s. In fortytwo verrichten 632 NVIDIA A100-GPUs verteilt auf 79 Rechenknoten und verbunden mittels eines Infiniband-HDR-Netzwerk mit einer Geschwindigkeit von 800 GBit/s ihre Arbeit. In fortytthree sind 280 NVIDIA H100-GPUs verteilt auf 35 Rechenknoten verbaut. Sie sind verbunden mittels eines Infiniband-NDR-Netzwerks mit einer Geschwindigkeit von 1600 GBit/s zwischen den Konten. 1,2 Petabytes (fortytwo) bzw. 1,5 Petabytes (fortythree) an nutzbarem all-flash Speicher versorgen die Rechenknoten mit Daten. Beide Systeme stehen im Green IT Cube der Gesellschaft für Schwerionenforschung in Darmstadt. Bei fortythree handelt es sich um ein direktwassergekühltes System, welches sich 2024 auf Platz 42 der Green500 und Platz 108 der Top500  der Supercomputer weltweit befindet.

## Gründungsmitglieder
Die Anzahl der Mitglieder des Zentrums ist nach Gründung gewachsen. Sie kommen aus verschiedenen Fachdisziplinen.
- Kristian Kersting (TU Darmstadt)
- Mira Mezini (TU Darmstadt)
- Jan Peters (TU Darmstadt)
- Stefan Roth (TU Darmstadt)
- Iryna Gurevych (TU Darmstadt)
- Carsten Binnig (TU Darmstadt)
- Constantin Rothkopf (TU Darmstadt)
- Oskar von Stryk (TU Darmstadt)
- Andreas Koch (TU Darmstadt)
- Peter Buxmann (TU Darmstadt)
- Dominik Michels (TU Darmstadt)
- Visvanathan Ramesh (GU Frankfurt)
- Oliver Hinz (GU Frankfurt)
- Andreas Hackethal (GU Frankfurt)
- Bernd Freisleben (UMR Marburg)
- Thomas Nauss (UMR Marburg)
- Alexander Goesmann (JLU Gießen)
- Gerd Stumme (Uni Kassel)
- Michael Guckert (THM)
- Alexander Gepperth (HAW Fulda)
- Ulrich Schwanecke (HS RheinMain)
- Martin Kappes (FRA-UAS)
- Bernhard Humm (HS Darmstadt)
- Christin Seifert (UMR Marburg)